# Estación de Requejada
Requejada es una estación de ferrocarril situada en el municipio español de Polanco en la comunidad autónoma de Cantabria. Forma parte de la red de vía estrecha operada por Renfe Operadora a través de su división comercial Renfe Cercanías AM. Está integrada dentro del núcleo de Cercanías Cantabria al pertenecer a la línea C-2 (antigua F-1 de FEVE) que une Santander con Cabezón de la Sal.

## Situación ferroviaria
La estación se encuentra en el punto kilométrico 509,2 de la línea férrea de ancho métrico que une Oviedo con Santander, a 2 metros de altitud. El tramo es de vía doble y está electrificado.

## Historia
Fue abierta al tráfico el 2 de enero de 1895 con la puesta en servicio del tramo Santander-Cabezón de la Sal de una línea que pretendía alcanzar Llanes para desde ahí unirse con la red asturiana. Las obras corrieron a cargo de la Compañía del Ferrocarril Cantábrico. En 1972, el recinto pasó a depender de la empresa pública FEVE que mantuvo su gestión hasta el año 2013, momento en el cual la explotación fue atribuida a Renfe Operadora y las instalaciones a Adif.

## Servicios ferroviarios

### Cercanías
Forma parte de la línea C-2 (Santander - Cabezón de la Sal) de Cercanías Cantabria. Tiene una frecuencia de trenes cercana a un tren cada treinta o sesenta minutos en función de la franja horaria. La cadencia disminuye durante los fines de semana y festivos.